# HKM Zvolen
Der HKM Zvolen ist ein Eishockeyclub der Stadt Zvolen in der Slowakei, der seit 1996 in der slowakischen Tipos extraliga spielt. Seine Heimspiele trägt der Klub im 5.675 Zuschauer fassenden Zimný štadión Zvolen aus.

## Geschichte

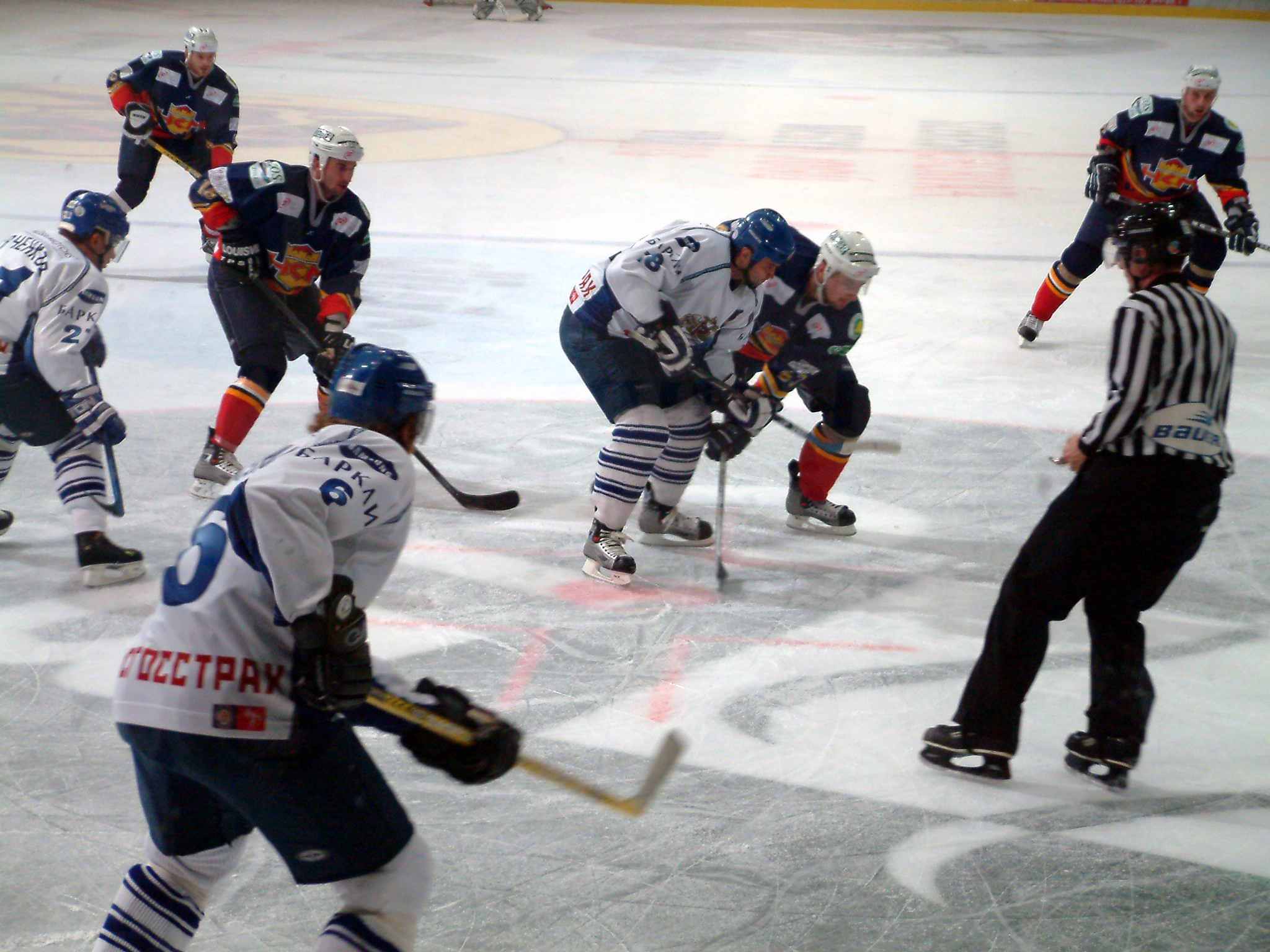
Spielszene beim Continental Cup 2004/05 zwischen HK Dynamo Moskau und HKm Zvolen

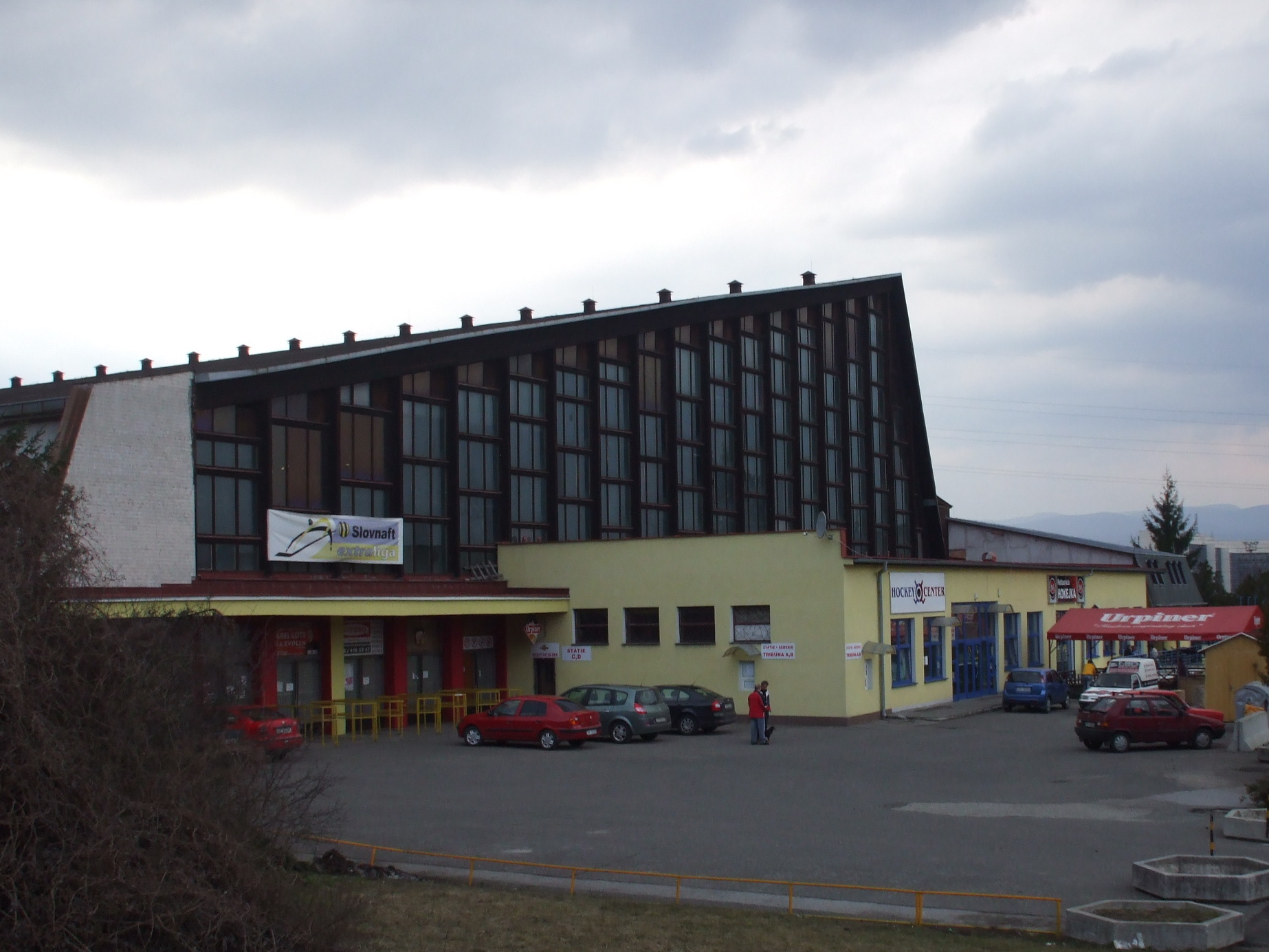
Das Eisstadion in Zvolen

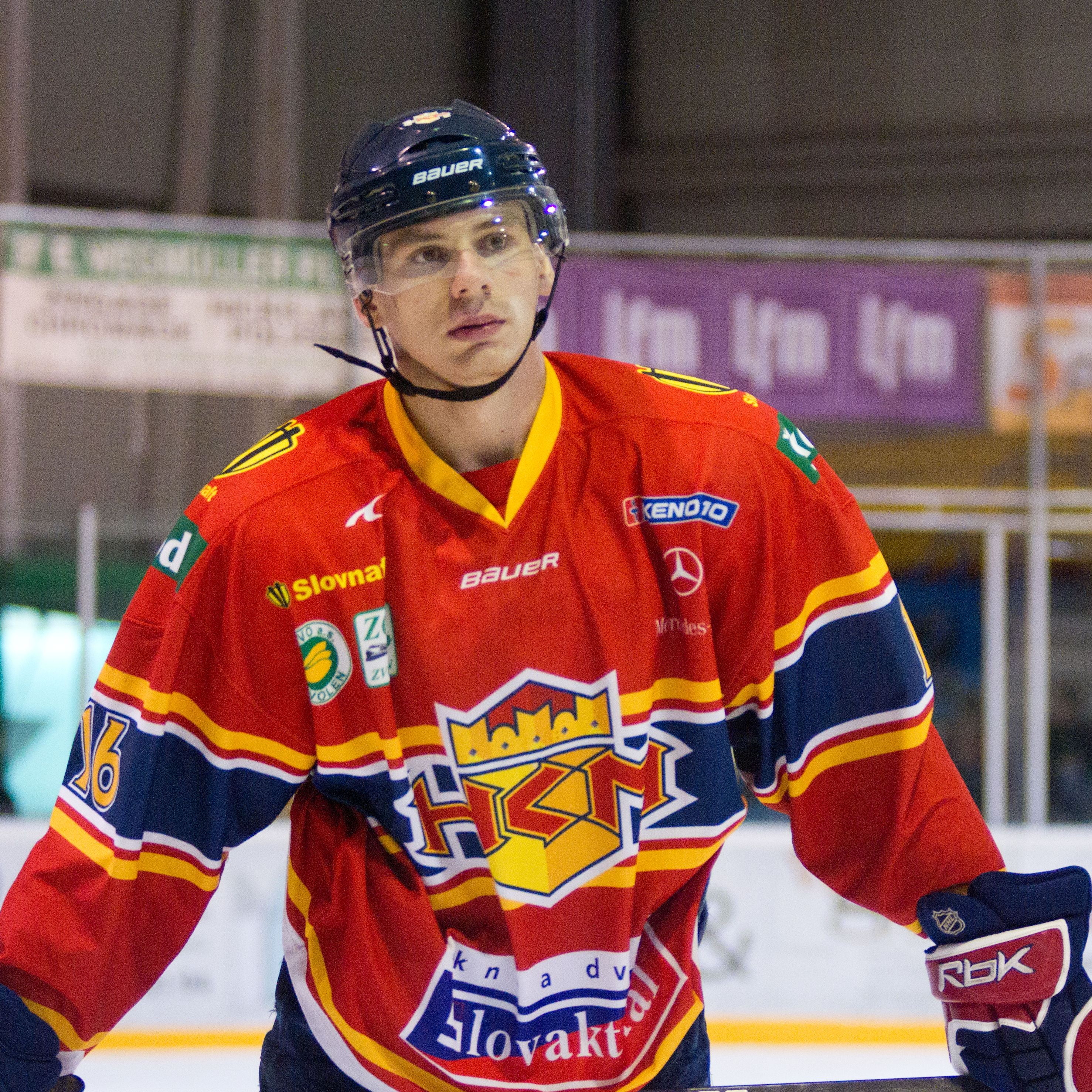
Juraj Valach (2010)

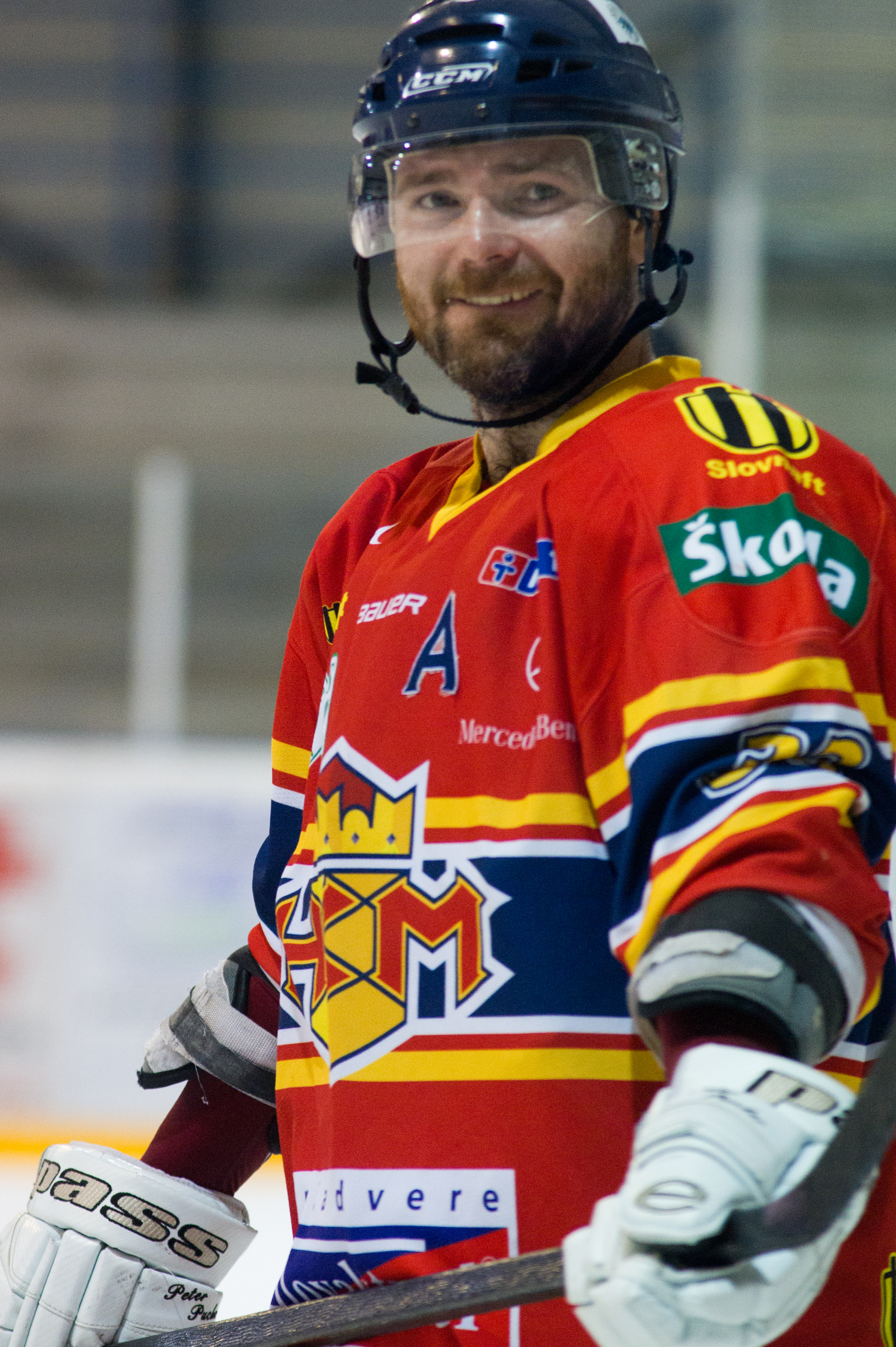
Peter Pucher (2010)

Der Verein wurde 1927 als ZTK Zvolen gegründet. 1970 stieg er in die zweithöchste Spielklasse der Tschechoslowakei auf, die 1. SNHL. In den 1970er Jahren konnte der Verein unter dem Namen Lokomotíva Bučina Zvolen (LB Zvolen) viermal Meister dieser Liga werden (1973, 1975, 1976 und 1978), schaffte aber nie den Aufstieg in die höchste Spielklasse der Tschechoslowakei. Als 1993 die slowakische Extraliga geschaffen wurde, wurde der HKm in diese neue Liga aufgenommen. Allerdings belegte der Klub in der Spielzeit 1993/94 nur den letzten (zehnten) Platz und stieg in die 1. Liga ab. Zwei Jahre später konnte der Verein aber die Meisterschaft dieser zweiten Spielklasse feiern und stieg erneut in die Extraliga auf.
In der Spielzeit 1999/2000 erreichte der HKm Zvolen die Vizemeisterschaft der Slowakei, als die Mannschaft aus Zvolen im Playoff-Finale am HC Slovan Bratislava mit 3:2 scheiterte. Schon ein Jahr später stand der HKm wieder im Finale und schlug den HC Dukla Trenčín mit 3:1. Damit gewann der HKm Zvolen seinen ersten slowakischen Meistertitel und erreichte den größten Erfolg in der Vereinsgeschichte. In den folgenden Jahren etablierte sich der Klub in der Spitzengruppe der Extraliga und nahm 2004/05 am IIHF Continental Cup teil. In der Finalrunde dieses Turnieres gewann der HKm sowohl gegen den HC Milano Vipers und Alba Volán Székesfehérvár aus Ungarn, als auch gegen den HK Dynamo Moskau. Damit sicherte sich der Verein den ersten internationalen Titel der Vereinsgeschichte. 
Im Jahr 2006 wurde der Klub in die HKM a.s. Zvolen überführt und änderte seinen Namen entsprechend. Im Jahr 2013 gewann der Verein seine zweite Meisterschaft der Vereinsgeschichte. In der Saison 2020/21, die komplett ohne Zuschauer gespielt wurde, gewann der HKM Zvolen erst die Hauptrunde und erreichte in den Playoffs das Finale gegen den HK Poprad. Diesen schlug der HKM mit 4:1 und gewann damit die dritte Meisterschaft.

## Erfolge
- Meisterschaft der 1. SNHL 1973, 1975, 1976 und 1978
- Meisterschaft der 1. Liga 1996
- Slowakischer Meister 2001, 2013, 2021
- Slowakischer Vizemeister 2000, 2002, 2004, 2005
- Gewinn des IIHF Continental Cup 2004/05

## Bekannte ehemalige Spieler
Zu den ehemaligen Spielern des Vereins zählen die (ehemaligen) NHL-Spieler Michal Handzuš, Ján Lašák, Vladimír Országh, Richard Zedník sowie Dušan Milo, der in der DEL spielte.
- Ladislav Čierny
- Mark Fraser
- Petr Krátký
- Ján Plch
- Tomáš Tatar

## Meistermannschaften

### Slowakischer Meister 2001
- Torhüter: Rastislav Rovnianek, Peter Ševela
- Verteidiger: Pavel Augusta, Roman Čech, Milota Florián, Peter Klepáč, Vladimír Konôpka, Pavel Kowalczyk, Dušan Milo, Martin Mráz, Róbert Pukalovič, Rastislav Štork
- Stürmer: Jozef Čierny, Ondřej Kavulič, Peter Konder, Michal Longauer, Roman Macoszek, Kamil Mahdalík, Igor Majeský, Ladislav Paciga, Ján Plch, Dušan Pohorelec, Andrej Rajčák, Richard Šechný, Gabriel Špilár, Jaroslav Török, Rostislav Vlach, Petr Vlk
- Trainer: Ernest Bokroš, Peter Mikula

### Slowakischer Meister 2013
- Torhüter: Marek Simko, Igor Cibula, Lukáš Škrečko
- Abwehrspieler: Ladislav Čierny, Frederik Fekiač, Jaroslav Hertl, Peter Hraško, Michal Juraško, Ján Mucha, Peter Novajovský, Michal Pichnarčik, Lubor Pokovic, Jan Tavoda, Zdenko Toth, Martin Vyborny
- Stürmer: Kamil Brabenec, Milan Canky, Michal Chovan, Marek Curilla, Martin Daloga, Patrik Hunady, Lukas Jurik, Milan Jurík, Jaroslav Kalla, Kamil Mahdalik, Andrej Podkonický, Radovan Pulis, Matej Sikela, Tomas Skvaridlo, Lubor Zuzin, Peter Zuzin
- Trainerstab: Peter Mikula, Jaroslav Török

### Slowakischer Meister 2021
- Torhüter: Robin Rahm, Adam Trenčan
- Abwehrspieler: Ben Betker, Branislav Kubka, Jakub Meliško, Andrej Hatala, Peter Hraško, Oldrich Kotvan, Michal Ivan, T.J. Melancon
- Stürmer: Ján Chlepčok, Jozef Tibenský, Peter Zuzin, Václav Stupka, Radovan Puliš, Dalibor Ďuriš, Miloš Kelemen, Radovan Bondra, Nikolas Gubančok, Marco Halama, Jakub Kolenič, Allan McPherson, Marek Viedenský, Maroš Jedlička, Patrik Marcinek, Juraj Mikúš, Mikko Nuutinen
- Trainerstab: Peter Oremus, Andrej Kmeč, Andrej Podkonický